# Ерак
Ерак, Арак, Солтанабад (перс. اراک) — місто, адміністративний центр Центрального остану (Меркезі) Ірану. Згідно з переписом 2006 року населення становило 438 338 осіб. Через своє місце розташування в центрі країни і різне населення, вважається однією з альтернатив для того, щоб бути столицею країни замість Тегерана.

## Клімат
Ерак має відносно холодний і сухий клімат. Погода — тепла і суха влітку, вітряна і прохолодна восени, холодна і сніжна взимку, і помірна навесні. Максимальна температура може складати до 35 градусів Цельсія влітку і може падати нижче −25 взимку. Середня кількість опадів на рік становить 300 мм. Відносна вологість — 50 %.
| Клімат Ераку                               | Клімат Ераку | Клімат Ераку | Клімат Ераку | Клімат Ераку | Клімат Ераку | Клімат Ераку | Клімат Ераку | Клімат Ераку | Клімат Ераку | Клімат Ераку | Клімат Ераку | Клімат Ераку | Клімат Ераку |
| Показник                                   | Січ.         | Лют.         | Бер.         | Квіт.        | Трав.        | Черв.        | Лип.         | Серп.        | Вер.         | Жовт.        | Лист.        | Груд.        |              |
| Абсолютний максимум, °C                    | 17,0         | 21,0         | 25,2         | 29,0         | 35,0         | 41,0         | 44,0         | 41,0         | 38,0         | 31,0         | 24,0         | 20,0         |              |
| Середній максимум, °C                      | 4,2          | 6,8          | 13,5         | 19,6         | 25,6         | 32,6         | 35,8         | 34,9         | 30,8         | 23,1         | 14,8         | 7,6          |              |
| Середня температура, °C                    | −1,3         | 1,0          | 7,3          | 13,1         | 18,4         | 24,4         | 27,5         | 26,3         | 21,9         | 15,2         | 8,0          | 2,0          |              |
| Середній мінімум, °C                       | −5,7         | −3,8         | 2,0          | 7,0          | 11,0         | 15,3         | 18,8         | 17,5         | 13,0         | 7,8          | 2,6          | −2,2         |              |
| Абсолютний мінімум, °C                     | −28          | −30,5        | −13          | −4           | 0,0          | 4,0          | 12,0         | 10,0         | 2,0          | −4           | −7           | −23          |              |
| Середня кількість сонячних годин на місяць | 150,8        | 160,6        | 196,0        | 222,1        | 287,5        | 350,4        | 338,3        | 329,4        | 305,1        | 262,3        | 188,5        | 160,8        |              |
| Норма опадів, мм                           | 54.7         | 47.6         | 53.1         | 53.4         | 31.9         | 1.5          | 0.6          | 1.1          | 0.7          | 18.5         | 31.6         | 51.0         |              |
| Днів з дощем                               | 10,8         | 9,8          | 11,4         | 9,4          | 7,1          | 1,1          | 0,9          | 0,6          | 0,6          | 4,3          | 6,1          | 8,9          |              |
| Днів зі снігом                             | 7,6          | 6,4          | 3,2          | 0,5          | 0            | 0            | 0            | 0            | 0            | 0,1          | 0,7          | 4,6          |              |
| Вологість повітря, %                       | 72           | 67           | 55           | 46           | 40           | 28           | 27           | 27           | 27           | 40           | 56           | 67           |              |
| ------------------------------------------ | ------------ | ------------ | ------------ | ------------ | ------------ | ------------ | ------------ | ------------ | ------------ | ------------ | ------------ | ------------ | ------------ |

## Історія
Ерак заснований на руїнах маленького міста Даскерах, яке було зруйноване під час вторгнення монголів у Персію.
Сучасний Ерак — відносно нове місто, що має двохсотрічну історію. Його будівництво почалося в 1795 і закінчилося в 1852 році. Місто було відтворено під час правління династії Каджар. На місці майбутнього міста спочатку були організовані військові поселення, оскільки на цій території проживали ворожі уряду племена кочівників. Військовими була побудована фортеця з високими стінами і глибокими ровами. Ерак залишався фортецею аж до 1892 року. Солтан Абадська фортеця мала 8 башт, а адміністративні будівлі розташовувалися в північній частині. 1891 року віце-губернатор Etemadol Saltaneh Mirza Hasan зробив багато для того, щоб залучити в місто торговців і ремісників. Він також заклав у місті сади і передав частину військових будівель в особисте володіння військових офіцерів. Утім всі ці будинки були повернені державі протягом 1918—1922 років.
Місто за свою історію змінло кілька назв: Солтан Абадська фортеця, Солтан-Абад, Перський Ірак і, нарешті, Ерак (з 1938 року).

## Уродженці
- Пурі Банай (* 1940) — відома іранська акторка.